# Biodling

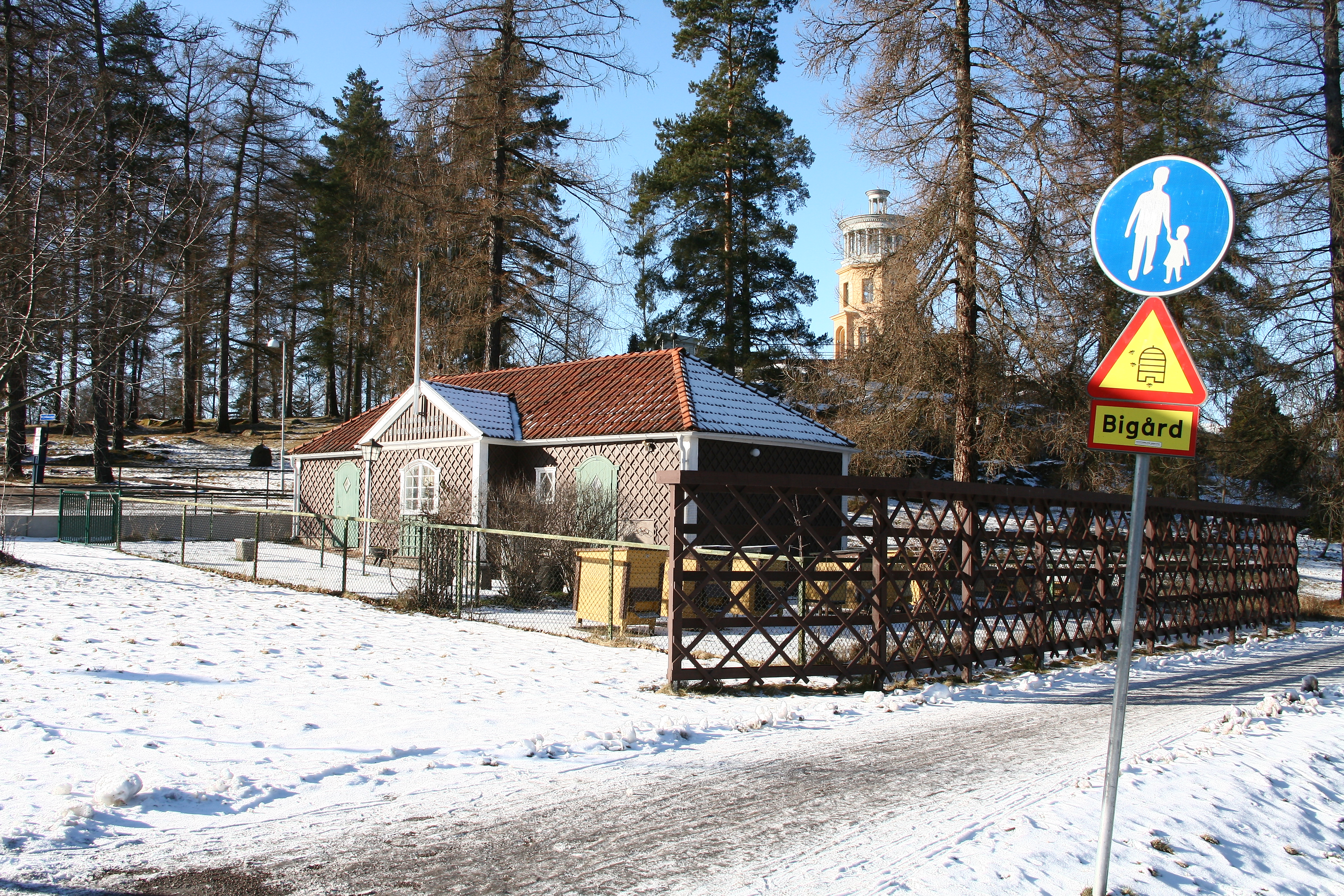
Varningsskylt för bigård, Trädgårdsföreningen, Linköping.

Biodling är hållandet av honungsbin som husdjur för att pollinera växter och för att utvinna honung och vax.

## Historik

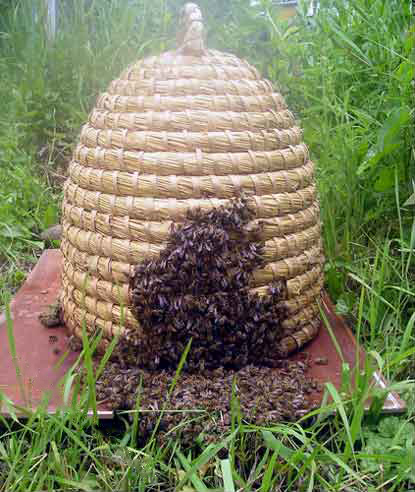
Traditionell bikupa av halm. Vanlig från medeltiden fram till ca 1850.

Mayaindianerna i Mesoamerika sysslade med biodling för husbehov mycket tidigt.[källa behövs]  I Europa har biodling med säkerhet förekommit sedan folkvandringstid.[källa behövs]  Biodling vid denna tid omnämns av historikern Jordanes.[källa behövs] Oscar Montelius skrev att biodlingen var av vikt redan under hednatiden då det behövdes mycket honung för att framställa mjöd samt att betydelsen ökade i och med kristendomens införande och kyrkornas behov av vaxljus.
Utvecklingen av bikupan med löstagbara ramar har varit avgörande för den moderna biodlingen. Följande steg kan urskiljas i denna utveckling:  

### Stockkupa
Klostermunkar kunde ha speciella stockkupor från vilka man kunde utvinna honungen utan att bina dödades. 

### Halmkupa
Halmkupan var en utveckling av bikupan som var litet bättre, för såväl odlaren som bina. Med halmkupa kan honungsskattning utföras utan att bisamhället behöver förstöras. Halmkupans form har givit namnet kupa åt hela företeelsen att hålla bostad till honungsbin. Halmkupan fungerar så att tunna pinnar är genomstungna den flätade kupan, och bina bygger lodrätt ner från dem. Samuel Linnaéus utarbetade ett system med halmkransar, som gav föränderlig storlek åt halmkupan.

### Den moderna bikupan
Moderna bikupor har utvecklats sedan första halvan av 1800-talet. De typer av bikupor man använder idag har lösa ramar av trä eller plast placerade i en eller flera löstagbara lådor, som staplas över varandra. Under 1800-talet togs följande fyra avgörande utvecklingssteg mot dagens biodling: 
- lösa, fyrkantiga ramar, ihopsatta av trälister, genom ukrainaren Petro Prokopovitj,
- separation av drottningen från honungskammare (skattlåda), genom Petro Prokopovitj
- bärlister för fyrkantsramarna, med bygganvisningar, genom preussaren Johann Dzierzon,
- löstagbara lådor och lock samt funktionen hos bigången, genom amerikanen Lorenzo Langstroth.

Dessa utvecklingssteg, framför allt Langstroths bikupa från 1851, är grunden för de olika normer som skapats gällande ramar ramformat. Dagens ramkupa är skapad utifrån dessa fyra innovationer. 
Prokopovitsch och Dzierzon brukar tillskrivas uppfinningen att hålla bin på rörligt vaxbygge med hjälp av ramar med fritt utrymme runt om, den så kallade bigången. Bina kittar annars igen smala öppningar på några enstaka mm och bygger vax i utrymmen som är större än 1 cm. Mellanrum med storlek inom dessa gränser är därför avgörande för att ha rörliga ramar i kupan.
Honungsslungan, som är en slags centrifug, har utvecklats för att möjliggöra effektiv avskiljning av honung eller nektar från vaxkakorna i ramarna efter att cellocken tagits bort (avtäckning av vaxkakorna). Idag är slungorna oftast försedda med motor och en slunga har utrymme för fyra eller fler ramar samtidigt.

## Bisamhället
se också Honungsbi#Bobygge

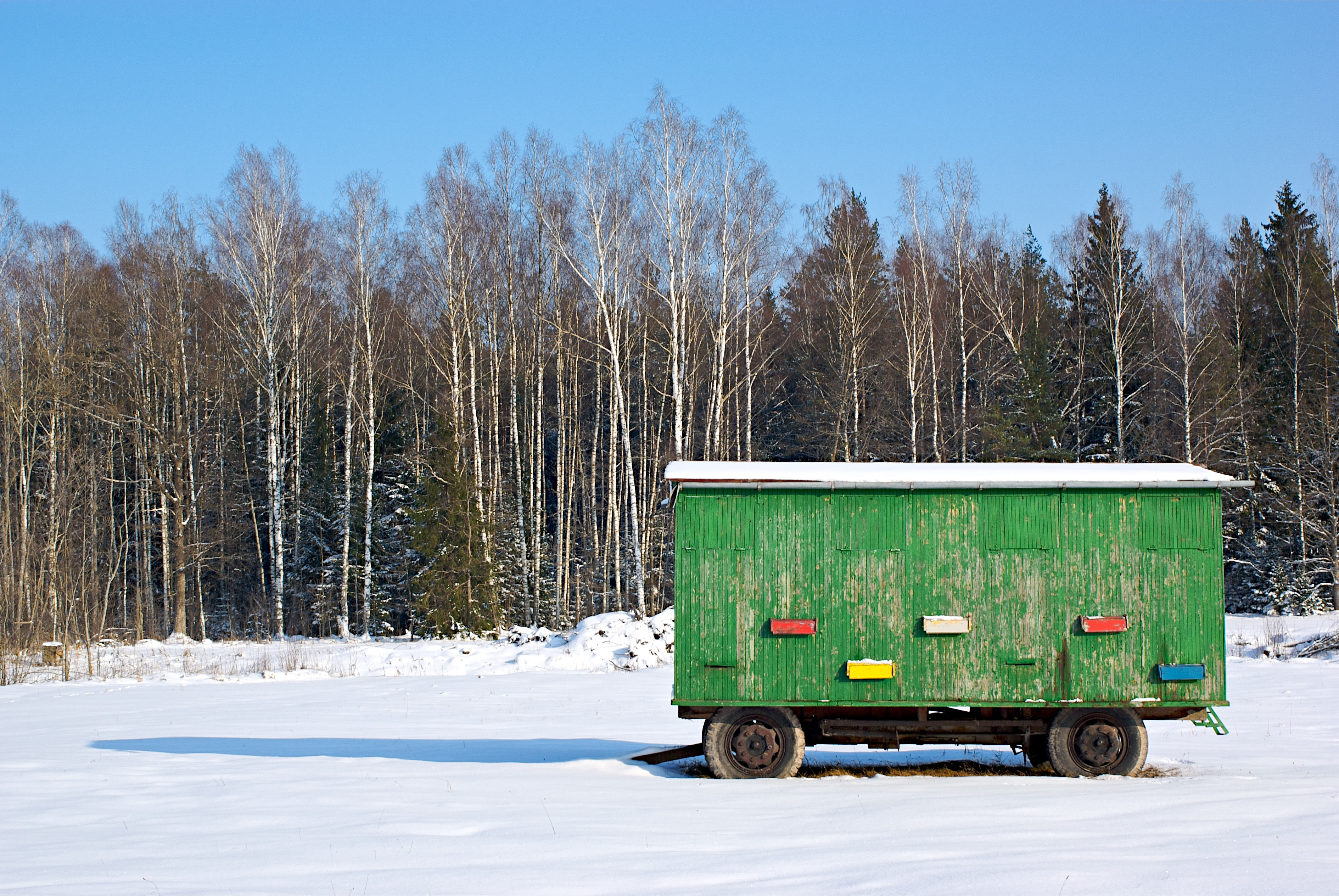
Mobil bipaviljong med flera bisamhällen.

Biodlare erbjuder sina bin en bikupa för dem att bo i. Det är viktigt för samhällets produktionsförmåga att bikupan är lämpligt utformad. Moderna bikupor kan vara transportabla, så kallade vandringskupor, så att bina kan förflyttas till platser där tillgången på nektar är god och ibland till odlingar som behöver binas pollinering. Exempel på användningsområden för vandringskupor i Sverige kan vara de omfattande odlingar av fruktträd och raps som finns i södra Sverige som under en kort och intensiv blomningstid kräver effektiv pollinering på kort tid.[källa behövs] Utomlands används vandringskupor till exempel i Kaliforniens mandelodlingar där mandelblomman blommar tidigt på året innan de lokala bina hunnit utvecklas till effektiva antal för att kunna pollinera mandelblomstren.[källa behövs]
Bina samlar in nektar och andra söta vätskor från växter, framför allt växternas blommor. Dessutom kan bina under vissa omständigheter samla in den söta vätska som bladlöss producerar. Nektarn omvandlas inne i biets kropp till honung.  Honungen lagras, liksom pollen, i vaxkakornas celler. Binas syfte med honungsinsamlingen är att använda honungen som vinterföda. Den biodlare som på hösten samlar in sitt bisamhälles årliga honungsproduktion måste därför tillse att bina har tillgång till annat vinterfoder för att bisamhället inte skall gå under av svält under vintern. Vanliga vinterfoder kan vara sockervatten (60%vikt strösocker uppblandat med 40% vatten) eller kommersiellt saluförda ämnen, till exempel Bifor.

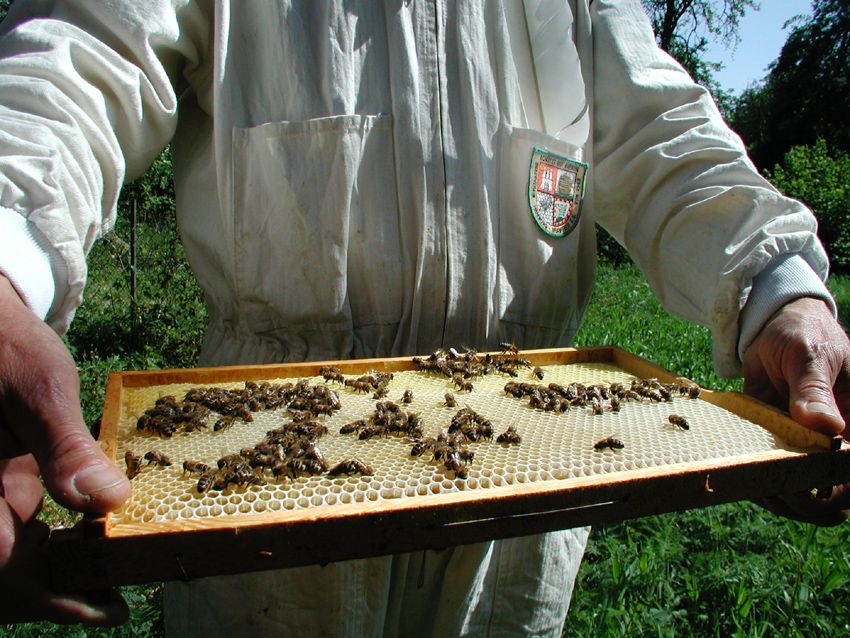
Biodlare med ram innehållande en vaxkaka.

När en biodlare håller bin för honungsproduktion används i modern biodling kupor som innehåller så kallade ramar. Det innebär att hela bisamhället sitter samlat på vaxkakor i trä- eller plastramar. Ett normalt samhälle sitter på 10 till 30 ramar på vintern och upp till 100 ramar på sommaren. Biodlaren kan enkelt lyfta upp varje ram för inspektion eller flytta ramar mellan olika bikupor. Det finns en lång rad internationellt standardiserade rammått med tillhörande utrustning. En av de vanligaste i Sverige är lågnormal. Olika ramstorlekar har olika för- och nackdelar, och valet beror till stor del på biodlarens tycke och smak.  Det inbördes avståndet mellan ramarna i kupan är av yttersta vikt för samhällets fortlevnad: sitter ramarna för långt isär kommer bina att bygga vaxkakor mellan ramarna, vilket kallas "vildbygge". Om de å andra sidan sitter för tätt, klarar inte bin av att bo på båda ramarna varpå deras produktionsförmåga sänks. Avståndet mellan ramarna kallas för "bigång" och regleras genom att på varje ram fäst ett avståndsstift som ser till att ramarna alltid är på exakt rätt avstånd från varandra, normal ca 8mm. Upptäckten av bigången har haft stor betydelse för biodlingen.
Drottningodling är en term inom biodling, som beskriver hur man tar vara på för biodlaren goda gener och föder upp bidrottningar. I vissa fall styr man även med vilka gener bidrottningen blir parad med, renparning. Det finns två metoder för renparning: den ena är ett isolerat område i vilket man har kontroll över vilka bidrönare som finns i närheten och den andra metoden är genom insemination, detta sker under mikroskop.  
För den moderna biodlaren är en eller flera av följande egenskaper önskvärda hos bina:
- Bina ska vara lugna vid hantering och inte aggressiva. Detta är särskilt viktigt för de biodlare som har biodling som hobby eller som odlar på amatörnivå. Det är dessutom särskilt viktigt för de biodlare som bor i nära anslutning till andra människor.
- Bina ska vara bra dragbin, dvs hämta mycket vikt honung per antal bin.
- Bina ska vara städvilliga. Det innebär att de självmant ska hålla sin egen bikupa ren, till exempel genom att slänga ut självdöda bin eller vaxrester från kupan.
- Bina bör vara kakfasta, dvs sitta stilla på sina ramar när biodlaren hanterar dem. Det är då för biodlaren enkelt att inventera bisamhällets styrka och storlek.

I Sverige förekommer flera biraser i normal biodling.  Några arter som visat sig ha flera av ovanstående egenskaper samt varit tåliga mot det svenska klimatet är Ligustica (ibland kallat Gula eller Italienska bin), Buckfast och Carnica (även kallat Krainerbin). Buckfast är egentligen inte en egen ras utan resultatet av ett avelsprogram av Karl Kehrle ("Broder Adam").
Alla de ovan nämnda typerna av bin är i modern tid importerade till Sverige. De höll på att helt tränga undan det inhemska mörka nordiska biet (Apis mellifera mellifera), som sedan istiden funnits här och i övriga Nordeuropa. Under de tusentals åren hade det genetiskt helt anpassats till våra förhållanden och till vårt hårda klimat genom naturligt urval. I sista stund (1990) startades Projekt NordBi, som försöker att rädda de kvarvarande renrasiga resterna av detta genetiskt så värdefulla bi. Arbetet går framåt och nu är de nordiska bina på väg tillbaka. Större populationer finns främst i Norrland, Värmland och Dalsland.

## Binas hälsa och välbefinnande
Under senare år har bina haft svårare att klara övervintringen. Vinterförluster på uppemot 25% har konstaterats vid statistiksammanställning. Orsakerna är inte helt klarlagda, men varroakvalstret spelar en stor roll och sannolikt även bekämpningsmedel, särskilt i gruppen neonikotinoider. Det finns teorier om att moderna biodlingsmetoder bidrar till att sänka binas motståndskraft, vilket är en kontroversiell fråga.
Mjölksyrabakterier tycks vara nyttiga för bins immunförsvar.

## Handhavande

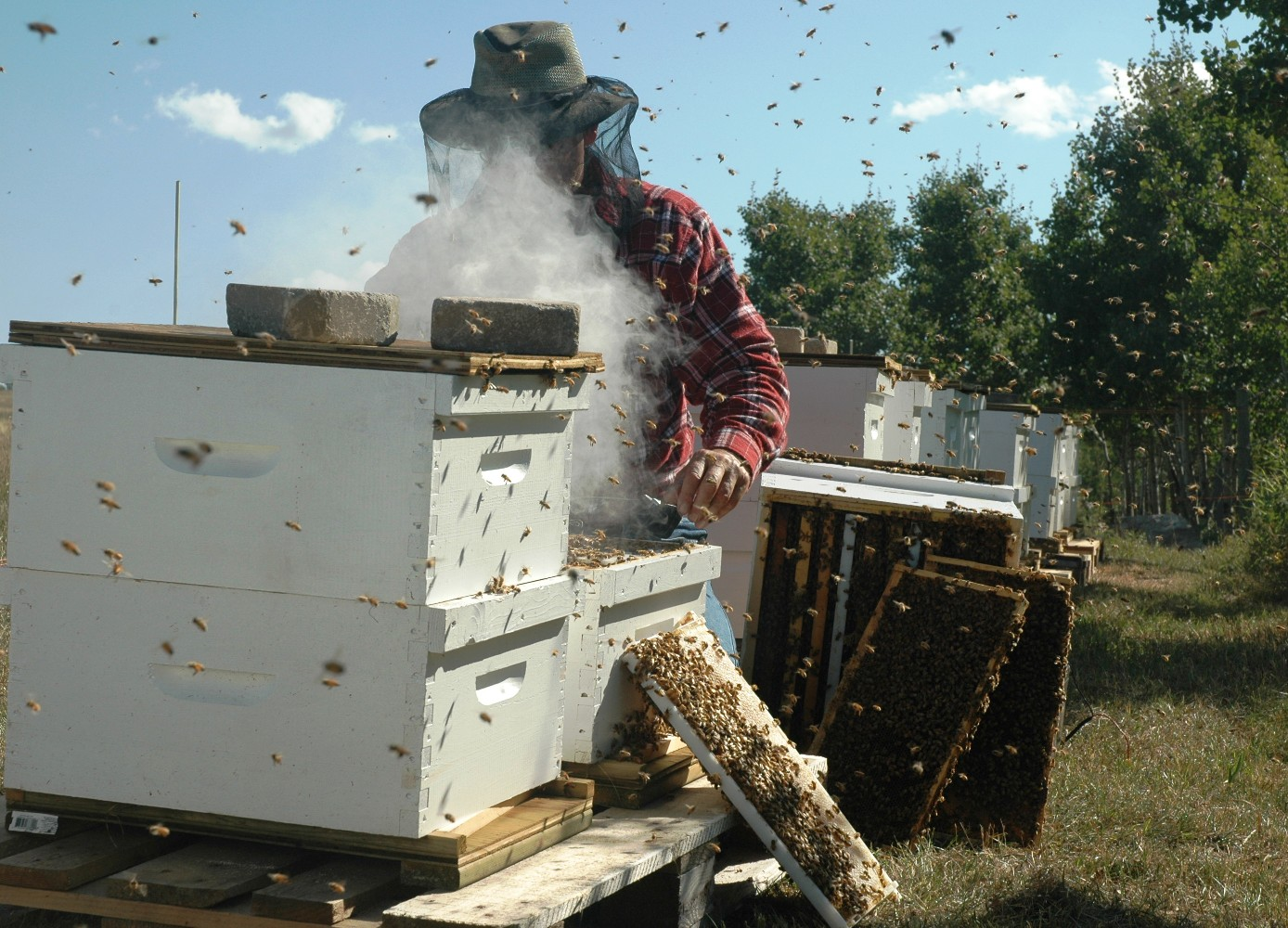
Biodlare som arbetar med sina bikupor.

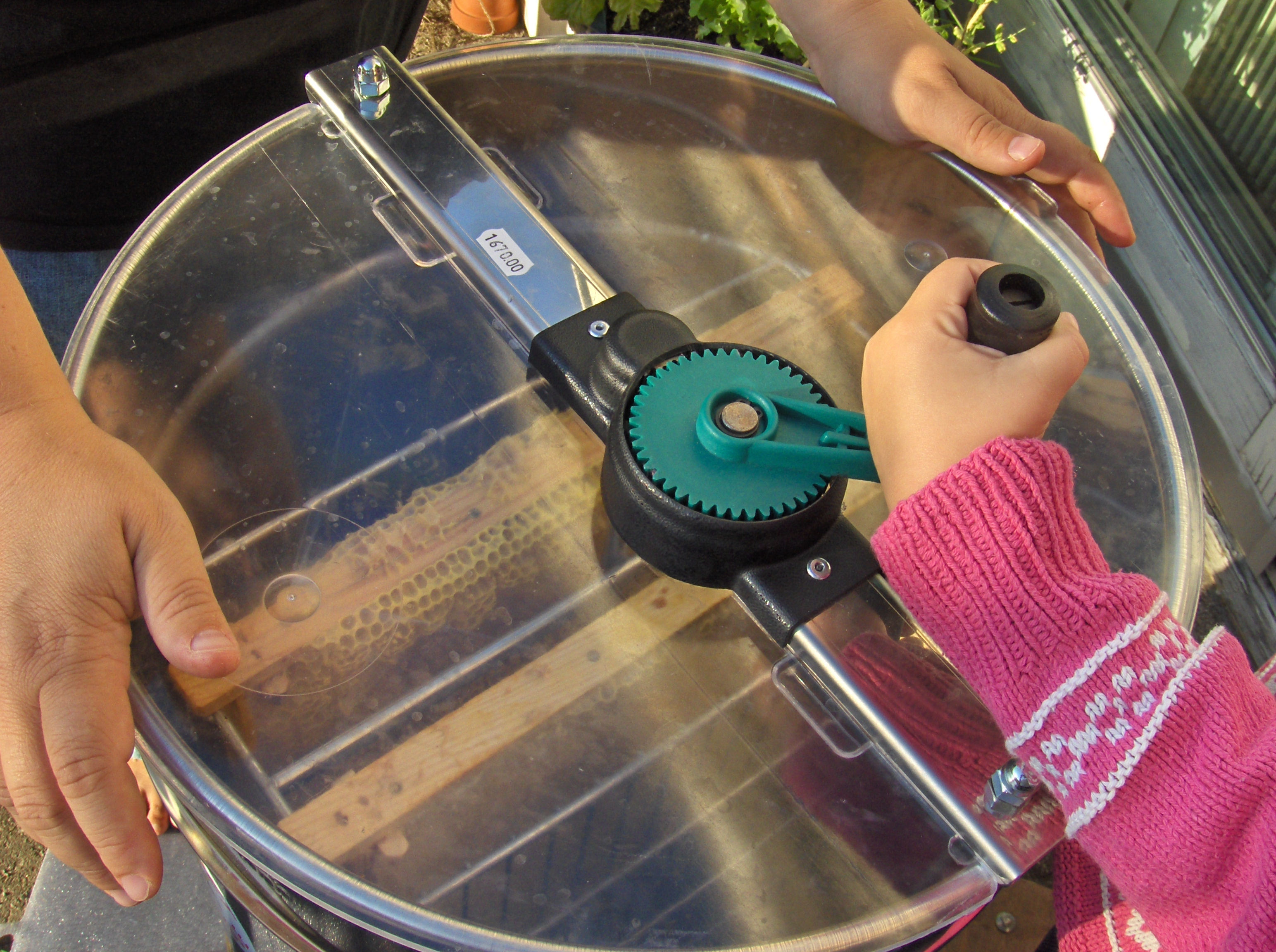
En liten modern honungsslunga

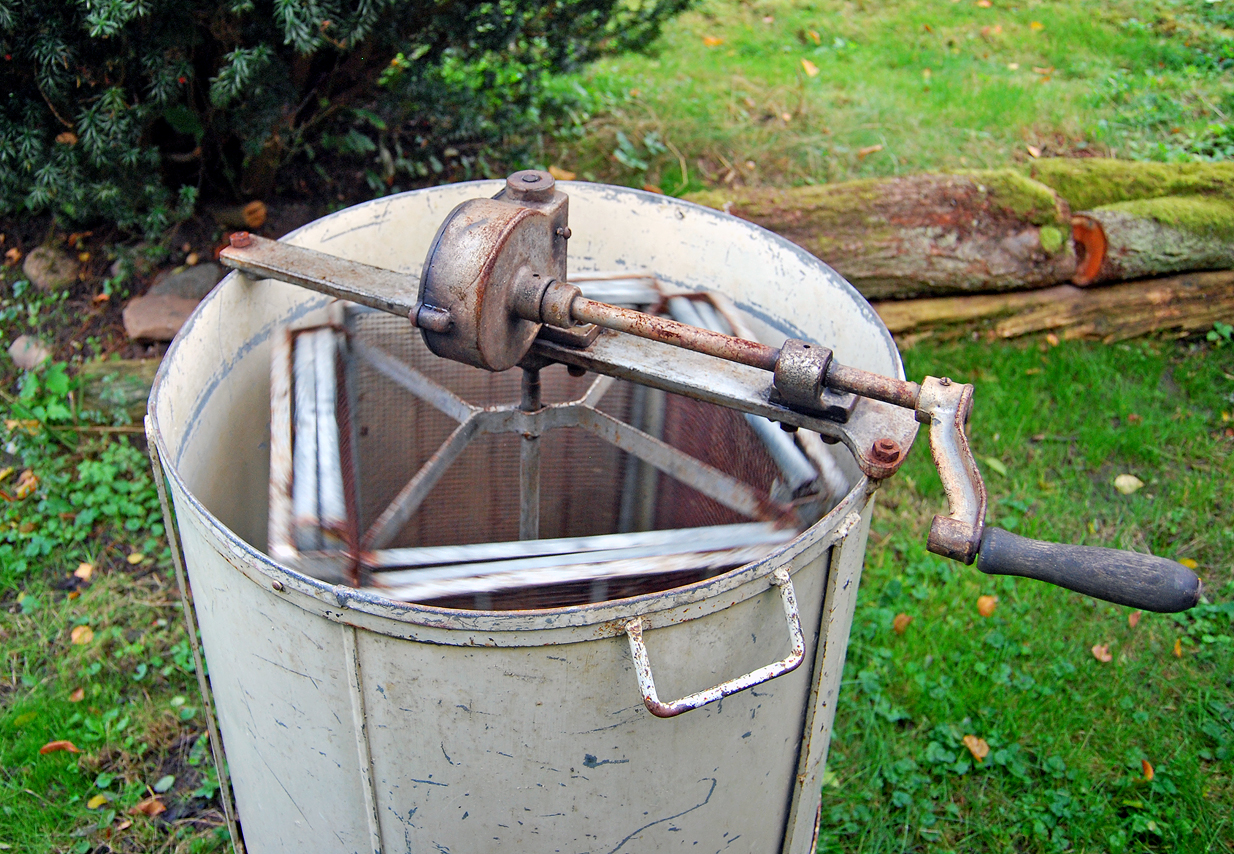
En äldre modell av honungsslunga.

För att kunna få någorlunda kontroll på bina vid arbete med bikupan används rök, ofta från en rökpust. Som ett alternativ till rökpusten kan en sprayflaska med vatten användas. Röklukten gör att bina sätter sig och provianterar, antagligen som förberedelse inför flykt från annalkande brand.
Som bränsle i rökpusten används ofta torrt murket (löv)trä. Vissa biodlare använder även torv, äggkartonger eller annat att elda med. Det går också bra att använda nejlikeolja som man kan köpa i vanliga butiker, det appliceras vanligen på en fuktig trasa som man sedan lägger över ramarna.[källa behövs] Material som innehåller tjära (exempelvis fiberskivor) ska inte användas.
Kupkniv är ett redskap som biodlare använder bland annat för att lossa och lyfta upp ramar i bikupan.

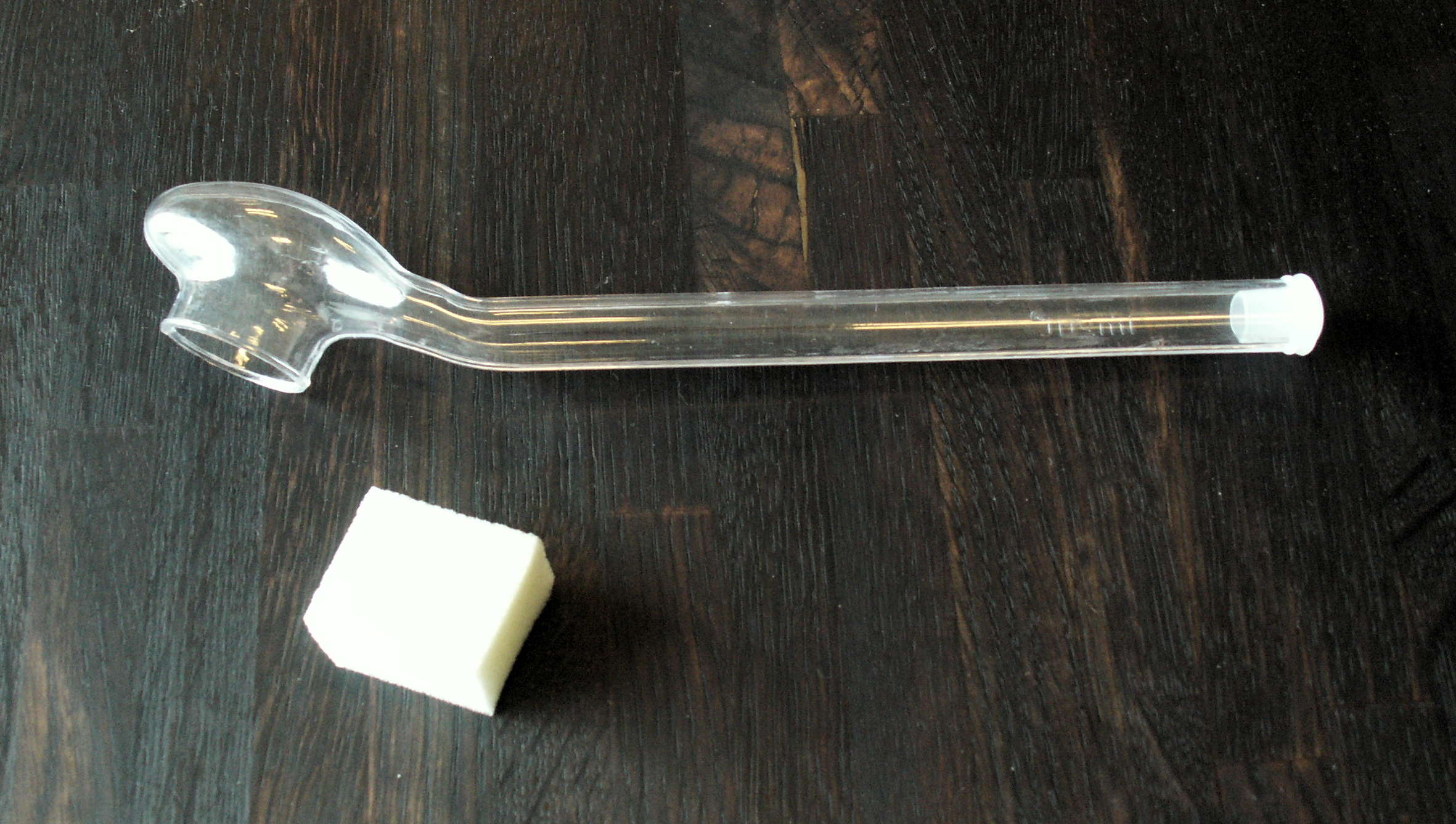
En av flera varianter av infångsburar. Skumplastbiten används för att försegla öppningen efter infångandet av drottningen.

Ibland måste man fånga in en drottning, exempelvis i samband med flytt till ny kupa eller avlägsnande av henne. Då används någon form av infångningsbur. En variant av infångningsbur består av en lång, transparent cylinder (i glas eller genomskinlig plast) med möjlighet att både öppna och stänga cylindern i båda ändar.

### Varroabehandling

#### Myrsyra
Myrsyraångor dödar kvalster både på de vuxna bina och i de täckta yngelcellerna. Behandling med myrsyra kan därför utföras även under perioden med yngel i samhället. Myrsyra kan användas antingen som en korttidsbehandling (1–5 dygn, beroende på metod) eller som en långtidsbehandling (10–20 dygn). En korttidsbehandling används för att snabbt och tidigt reducera kvalstermängden och utförs vanligtvis direkt efter slutskattningen, det vill säga under eller efter den första fodringsomgången.
En långtidsbehandling genomförs vanligtvis senare, när fodringen är avslutad och innan det blir för kallt.

#### Mjölksyra
Till skillnad mot myrsyra har mjölksyra ingen verkan på kvalster i täckt yngel, och skall därför främst användas i yngelfria samhällen. Behandling med mjölksyra kan användas som uppföljande behandling efter en långtidsbehandling med myrsyra eller också kan man genomföra två till tre mjölksyrabehandlingar i stället för en långtidsbehandling med myrsyra. Att vänta med behandling ända tills samhällena är yngelfria förutsätter emellertid att kvalstermängden i samhällena är låg. En korttidsbehandling med myrsyra i augusti är ett bra alternativ för att tillfälligt få ned kvalstermängden i väntan på den sena höstbehandlingen med mjölksyra.
Behandling med mjölksyra skall inte ske om temperaturen är under 5 °C. Mjölksyran duschas direkt på bina med en blomspruta, d.v.s. man måste lyfta upp varje ram och spruta mjölksyran direkt på bina på båda ramsidorna. Koncentrationen skall vara 15 % och mängden 5–8 ml per ramsida täckt med bin.
Handskar och skyddsglasögon ska användas vid all hantering av mjölksyra.

#### Oxalsyra
Använd alltid skyddsglasögon och handskar av syrafast material vid hanteringen av alla organiska syror och tillämpa alltid SIV-regeln! 
Brukslösningen som används vid oxalsyrabehandling blandas enligt förhållandet oxalsyra:socker:vatten = 7,5:100:100. Ett normalstarkt samhälle behandlas med 25-30 ml brukslösning. Exempel på antalet normalstarka samhällen som kan behandlas:
| Samhällen [st] | Oxalsyra (s) [g] | Socker [g] | Vatten [g] | Total mängd lösning [ml] |
| -------------- | ---------------- | ---------- | ---------- | ------------------------ |
| 5              | 7,5              | 100        | 100        | 166                      |
| 10             | 15               | 200        | 200        | 332                      |
| 20             | 30               | 400        | 400        | 664                      |

För att undvika mätfel rekommenderas att blanda mer brukslösning än vad som behövs om bara 1-5 samhällen ska behandlas. Ett råd är att minst tillreda en brukslösning till 10 samhällen.

### Invintring

#### Sockerlösning
Ett normalstarkt samhälle behöver 18–25 kg foder för att kunna överleva vintern. Om biodlaren har skattat bina (tagit honung som de producerat under året) måste de utfodras med något annat. Det är vanligt att ge bina en 60 % sockerlösning som består av 60 % (vikt) strösocker och 40 % (vikt) vatten. Exempel på tillblandning av 60 % sockerlösning för olika mängder socker och sockerlösningar:
| Mängden strösocker (kg) | Mängden strösocker (kg) | Mängden strösocker (kg) | Mängden sockerlösning (l) | Mängden sockerlösning (l) | Mängden sockerlösning (l) |
| ----------------------- | ----------------------- | ----------------------- | ------------------------- | ------------------------- | ------------------------- |
| Socker (kg)             | Vatten (l)              | Sockerlösning (l)       | Sockerlösning (l)         | Socker (kg)               | Vatten (l)                |
| 1                       | 0,7                     | 1,3                     | 1                         | 0,8                       | 0,5                       |
| 2                       | 1,3                     | 2,5                     | 2                         | 1,6                       | 1,1                       |
| 3                       | 2                       | 3,8                     | 3                         | 2,4                       | 1,6                       |
| 4                       | 2,7                     | 5,1                     | 4                         | 3,2                       | 2,1                       |
| 5                       | 3,4                     | 6,4                     | 5                         | 3,9                       | 2,6                       |
| 6                       | 4                       | 7,6                     | 6                         | 4,7                       | 3,2                       |
| 8                       | 5,4                     | 10,2                    | 8                         | 6,3                       | 4,2                       |
| 10                      | 6,7                     | 12,7                    | 10                        | 7,9                       | 5,3                       |

## Produkter

### Pollinering
Den viktigaste ekonomiska insatsen som bina står för i Sverige är pollineringen av frukt och bär. Det totala värdet av pollineringen utförd av honungsbin i Sverige uppskattas till 260-466 miljoner kronor. Pollinering av oljeväxter, äpplen och jordgubbar står tillsammans för 82% av det totala värdet.
Tabell över värdet av honungsbins pollinering av kommersiellt odlade grödor i Sverige år 2011.
| Gröda         | Areal (ha) | Skörd (kg/ha) | Total skörd (ton) | Försäljningsvärde (kr/kg) | Försäljningsvärde tot. (milj. kr) | Binas andel av skörden | Binas andel av skörden (milj.kr) |
| ------------- | ---------- | ------------- | ----------------- | ------------------------- | --------------------------------- | ---------------------- | -------------------------------- |
| Höstraps      | 56 600     | 3 127         | 176 988           | 3,9                       | 697                               | 5–10 %                 | 35–70                            |
| Vårraps       | 36 112     | 2 089         | 75 438            | 3,9                       | 297                               | 8–15 %                 | 24–45                            |
| Höstrybs      | 395        | 2 165         | 855               | 3,9                       | 3                                 | 10–15 %                | 0–1                              |
| Vårrybs       | 1 781      | 1 631         | 2 905             | 3,9                       | 11                                | 15–20 %                | 2                                |
| Åkerböna      | 21 453     | 3 334         | 71 524            | 2,2                       | 154                               | 8–15 %                 | 12–23                            |
| Rödklöver     | 2 683      | 185           | 496               | 44,3                      | 22                                | 20–30 %                | 4–7                              |
| Vitklöver     | 684        | 152           | 104               | 47,6                      | 5                                 | 80–90 %                | 4                                |
| Alsikeklöver  | 168        | 204           | 34                | 30,1                      | 1                                 | 80–90 %                | 1                                |
| Äpplen        | 1 371      | 15 087        | 20 684            | 8,7                       | 180                               | 60–80 %                | 108–144                          |
| Päron         | 156        | 15 718        | 2 452             | 7,7                       | 19                                | 50–70 %                | 9–13                             |
| Körsbär       | 95         | 1 821         | 173               | 45,9                      | 8                                 | 30–50 %                | 2–4                              |
| Plommon       | 69         | 7 826         | 540               | 11,6                      | 6                                 | 40–60 %                | 3–4                              |
| Jordgubbar    | 2 130      | 5 940         | 12 652            | 34,3                      | 434                               | 10–30 %                | 43–130                           |
| Hallon        | 136        | 3 176         | 432               | 81,0                      | 35                                | 25–40 %                | 9–14                             |
| Svarta vinbär | 294        | 952           | 280               | 9,8                       | 3                                 | 50–70 %                | 1–2                              |
| Frilandsgurka | 160        | 54 238        | 8 678             | 3,3                       | 31                                | 5–10 %                 | 2–3                              |

Tabellen är hämtad från jordbruksverkets publikation Värdet av honungsbins pollinering av grödor i Sverige

### Honung

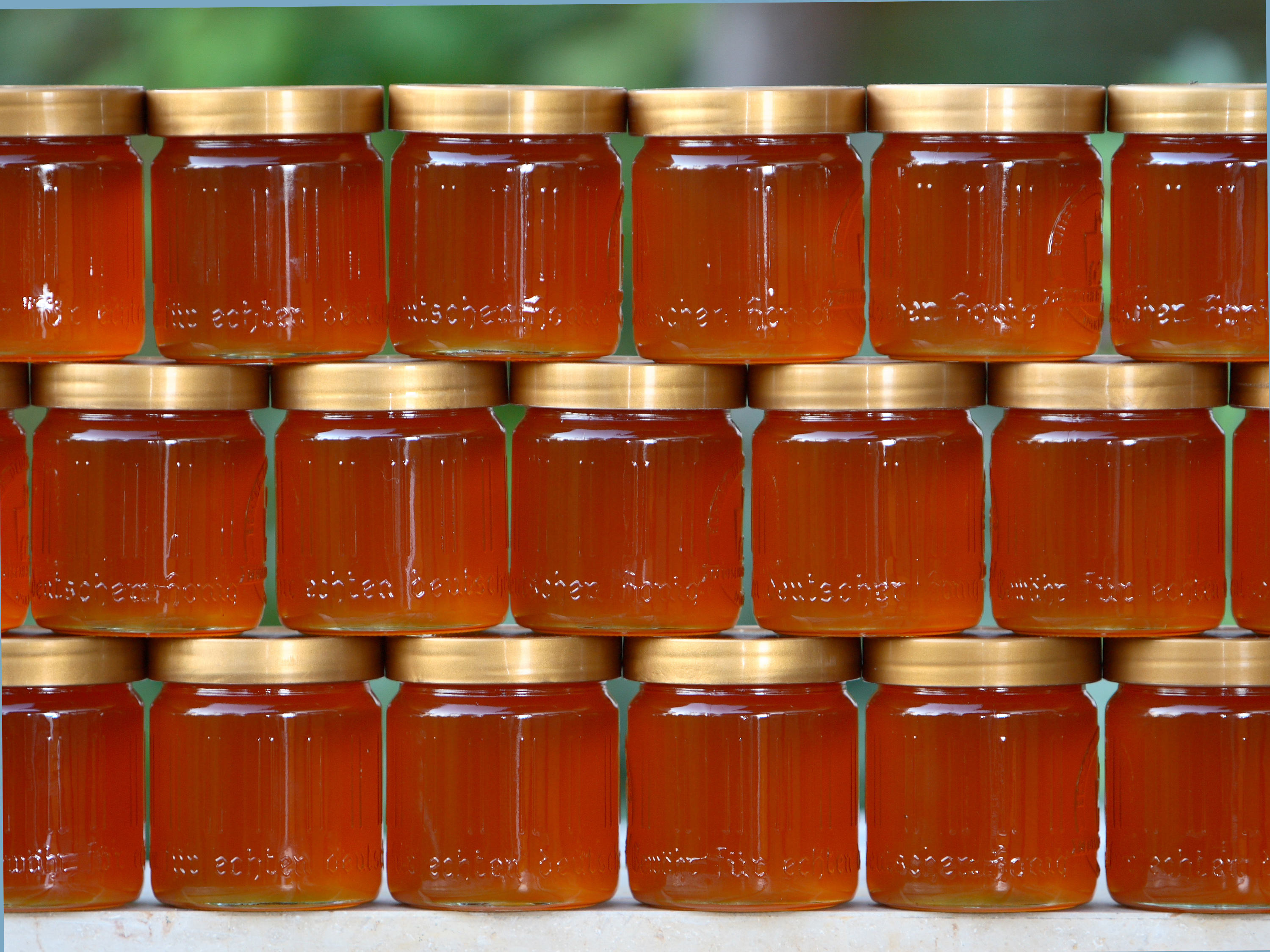
Honung

Biodlaren kan skörda honungen genom att ovanpå binas yngelrum sätta en så kallad skattlåda, som avskiljs från yngelrummet med ett galler, ett s.k spärrgaller, som låter arbetsbina passera fritt men som inte släpper igenom den något större drottningen. Detta förhindrar äggläggning i skattlådorna. När biodlaren bedömer att bina har flugit färdigt på sin huvudsakliga nektarkälla, samlar han eller hon in skattlådorna och slungar vaxkakorna efter att först ha tagit bort det skyddande lager av vax som bina täcker de fulla cellerna med, det så kallade täckvaxet. En honungsslunga är i stora drag en centrifug med plats för ett par till hundratalet vaxkakor. Den relativt lättflytande, sirapslika nyslungade honung som är resultatet samlas upp i ett förvaringskärl, där den efter ett par dagar börjar kristallisera. Biodlaren måste då röra om i honungen för att den inte skall bli grynig. En enklare och effektivare metod än att röra honungen är att blanda in en liten mängd redan färdigkristalliserad honung. När honungen fått lagom fast konsistens tappar biodlaren upp den på burkar. När honungen har stelnat så kan den värmas upp till max 40 °C innan den tappas upp i glasburkar. Vid smältning av honung är det viktigt att inte värma den över 40 °C då detta gör att värmekänsliga enzymer i honungen inte kan bibehållas. Den färdiga honungens egenskaper är starkt beroende av vilka källor bina huvudsakligen samlat in nektar från. Som exempel ger raps en mycket fast, nästan vit honung med kraftig sötma. Ljung ger en mörk ton på honungen.

### Bivax

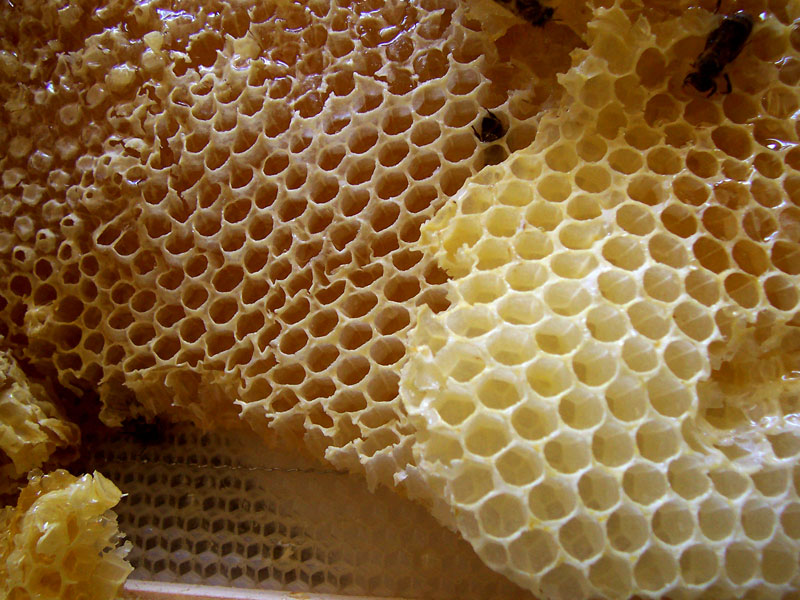
Honung i bivax

Vid en viss ålder utsöndrar arbetarbin bivax från körtlar på bakkroppen. Vaxet används till att bygga väggarna och locken på cellerna i bikakan. Människan kan använda bivaxet i flera olika produkter, till exempel ljus.

### Propolis (kittvax)
Råvaran till biets produktion av propolis eller kittvax är kåda från olika träd och buskar och hartsliknande ämnen som finns utanpå knopparna hos vissa lövträd.  Bina använder propolis till att laga sitt bo, till exempel genom att fylla igen springor. Propolis anses ha hälsofrämjande egenskaper och äts därför av människan som hälsokost. 

### Pollen
Biodlaren kan med hjälp av pollenfällor samla pollen som äts som kosttillskott och anses ha hälsobringande egenskaper.